# Olano
Pour les articles homonymes, voir Olano (homonymie).
Olano est une commune ou une contrée appartenant à la municipalité de Zigoitia dans la province d'Alava, située dans la Communauté autonome basque en Espagne.